# Calathotarsus fangioi
Calathotarsus fangioi is een spinnensoort uit de familie Migidae. De wetenschappelijke naam van de soort werd voor het eerst geldig gepubliceerd in 1903 door Ferretti, Soresi, González en Arnedo.
De soort komt voor in Argentinië.